# Eudiscopus denticulus
Eudiscopus denticulus é uma espécie de morcego da família Vespertilionidae. Pode ser encontrada no Vietnã, Laos, Myanmar e Tailândia. É a única espécie descrita para o gênero Eudiscopus.